# .tc
.tc è il dominio di primo livello nazionale assegnato a Turks e Caicos.